# Corymbophanes
Corymbophanes (Корімбофанес) — єдиний рід риб триби Corymbophanini з підродини Hypostominae родини Лорікарієві ряду сомоподібні. Має 2 види.

## Опис
Загальна довжина представників цього роду коливається від 6,6 до 8,5 см. Голова масивна, вкрита кістковими пластинками. Очі невеличкі, на відміну від інших представників родини позбавлені райдужної оболонки. Одонтоди (шкіряні шипи) на щоках невеличкі. Губи мають сосочки. Тулуб кремезний масивний, звужується в хвостовій частині. Його вкрито зверху кістковими пластинками. Уздовж тулуба відсутні пластини. Спинний та анальний плавці мають 1-2 жорстких променя. Спинний плавець з короткою основою. Спинний хребет утворено пластинами між спинним плавцем і хвостовим плавцем. Жировий плавець відсутній. Грудні плавці великі та довгі, черевні — короткі й широкі. Хвостовий плавець короткий, цільний.
Забарвлення темно-коричневого або чорного кольору з білими або кремовими плямочками. Черево може бути світліше, а на плавцях — світлі смуги.

## Спосіб життя
Це демерсальні риби. Зустрічаються в прозорих, швидких водах та гравійно-кам'янистих ґрунтах. Територіальні риби. Активні у присмерку. Живляться дрібними водними організмами, яких всмоктують ротом.

## Розповсюдження
Є ендеміками Гаяни. Мешкають в басейні річок Ессекібо і Потаро.

## Види
- Corymbophanes andersoni
- Corymbophanes kaiei